# Jaroslav Soukup
Jaroslav Soukup (født 12. juli 1982 i Jičín, Tjekkiet) er en tjekkisk skiskytte, som løber for det tjekkiske landshold og skiskyderklubben SKP Jablonex.